# TSV Großbardorf
TSV Großbardorf is een Duitse sportvereniging uit Großbardorf.
De voetbalafdeling is het meest succesvol en promoveerde in 2008 naar de Regionalliga Süd. Na één jaar degradeerde de club weer. Omdat het eigen sportcomplex niet geschikt is voor het spelen van wedstrijden in de Regionalliga, speelt de club haar thuiswedstrijden in Schweinfurt.